# Barbara Bushová (1981)
Barbara Pierce Bushová (* 25. listopadu 1981 Dallas) je americká aktivistka. Je spoluzakladatelkou neziskové organizace Global Health Corps. Spolu se svým dvojčetem Jennou jsou dcerami 43. prezidenta USA George W. Bushe a bývalé první dámy Laury Bushové. Je také vnučkou bývalého prezidenta George H. W. Bushe a Barbary Bushové, po níž je pojmenována.

## Raný život a vzdělání

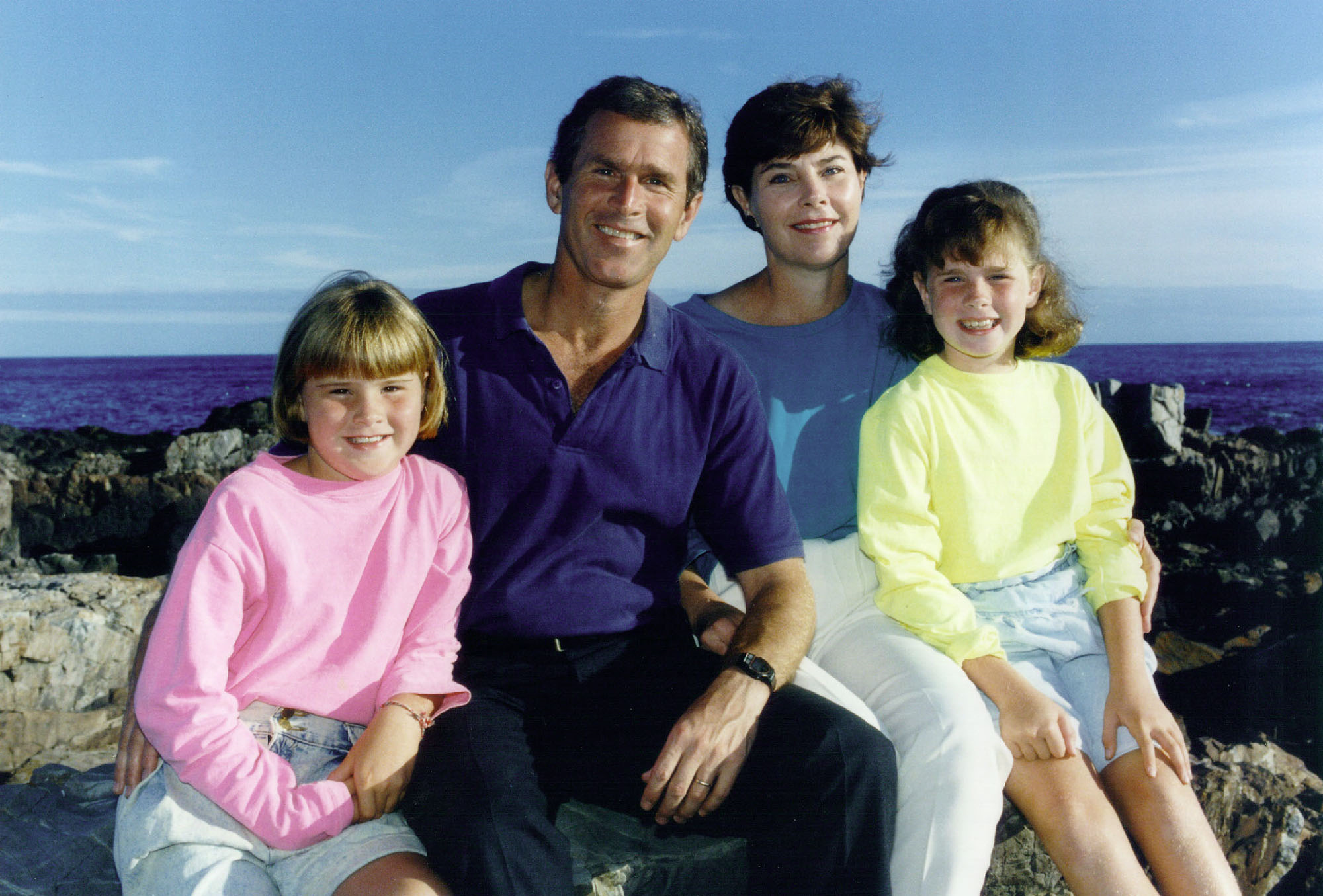
Barbara s rodiči Georgem W. Bushem a Laurou Bushovou a sestrou Jennou v roce 1990

Narodila se 25. listopadu 1981 v Baylor University Medical Center v Dallasu v Texasu. V době, kdy rodina žila v dallaské čtvrti Preston Hollow, navštěvovala spolu se svým dvojčetem Jennou základní školu Preston Hollow; Laura Bushová v té době působila ve sdružení rodičů a přátel školy. Později Barbara a Jenna navštěvovaly The Hockaday School v Dallasu. Když se její otec stal v roce 1994 guvernérem Texasu, navštěvovala St. Andrew's Episcopal School v texaském Austinu. V roce 1996 nastoupila na Austin High School, kterou dokončila v roce 2000. Barbara navštěvovala Yaleovu univerzitu. Po ukončení studia žila v newyorské čtvrti Greenwich Village.

## Smithsonian a aktivismus v Africe
Pracovala pro Cooper Hewitt, Smithsonian Design Museum, pobočku Smithsonova institutu. Dříve pracovala s pacienty s AIDS v Africe, mimo jiné v Tanzanii, Jihoafrické republice a Botswaně.

## Global Health Corps
Je spoluzakladatelkou neziskové organizace Global Health Corps, která se zaměřuje na veřejné zdraví. V roce 2009 získala organizace stipendium nadace Draper Richards Foundation a Bushová se za svou práci v organizaci stala v roce 2009 členkou programu Echoing Green. Bushová byla také vybrána jako jedna ze 14 řečníků, aby vystoupili na akci TEDx Brooklyn v prosinci 2010, kde hovořila o Global Health Corps.

## Politická činnost
V roce 2011 zveřejnila video s Human Rights Campaign, největší národní organizací pro občanská práva leseb, gayů, bisexuálů a transsexuálů (LGBT), ve kterém vyzvala stát New York, aby legalizoval stejnopohlavní manželství. V krátkém poselství uvedla: „Jsem Barbara Bushová a jsem Newyorčanka pro rovnost manželství. New York je o spravedlnosti a rovnosti. Každý by měl mít právo uzavřít manželství s osobou, kterou miluje“. Připojila se k dalším dětem významných republikánských politiků, včetně Meghan McCain a Mary Cheney, které podpořily stejnopohlavní manželství.
Před prezidentskými volbami v roce 2004 spolu s Jennou několikrát vystoupily v médiích, včetně projevu na republikánském sjezdu 31. srpna. Spolu s Jennou střídavě cestovaly s otcem po swing states a také poskytly sedmistránkový rozhovor a focení časopisu Vogue. Jenna později potvrdila, že obě navázaly přátelství s dcerami Johna Kerryho, Alexandrou a Vanessou, které vedly kampaň ve prospěch svého otce Kerryho. V lednu 2006 se připojila ke své matce na diplomatické cestě do Libérie, kde se zúčastnila inaugurace prezidentky Ellen Johnson-Sirleaf, a v únoru 2006 do Vatikánu na setkání s papežem Benediktem XVI.
Na rozdíl od většiny svých příbuzných (ale stejně jako její dvojče Jenna) není členkou Republikánské strany. V roce 2010 řekly časopisu People, že se raději neztotožňují s žádnou politickou stranou, a prohlásily: „Obě jsme velmi nezávislé myslitelky“.

## Osobní život
Spolu se svou sestrou napsala paměti Sisters First: Stories from Our Wild and Wonderful Life, která vyšla v roce 2017. Dne 7. října 2018 se vdala za scenáristu Craiga Coynea na soukromém obřadu v rodinném sídle Bushových v Kennebunkportu ve státě Maine za účasti pouhých 20 lidí. Tehdy se konal částečně proto, aby se ho mohl zúčastnit její dědeček George H. W. Bush, jehož zdravotní stav se v té době zhoršoval. Další svatební hostinu uspořádali o půl roku později v dubnu 2019 za účasti 100 hostů. V září 2021 se jim narodila dcera Cora.

## Dílo
- BUSH, Barbara Pierce; HAGER, Jenna Bush. Sisters First: Stories from Our Wild and Wonderful Life. New York: Grand Central Publishing, 2017. Dostupné online. ISBN 9781538711415. OCLC 972386724